# Non lasciarmi (film)
Non lasciarmi (Never Let Me Go) è un film del 2010 diretto da Mark Romanek su una sceneggiatura scritta da Alex Garland, basata sull'omonimo romanzo di Kazuo Ishiguro del 2005.
Gli interpreti principali del film sono Carey Mulligan, Andrew Garfield e Keira Knightley.

## Trama
Kathy, Tommy e Ruth sono tre alunni di Hailsham, un collegio immerso nella campagna inglese e completamente isolato dal mondo esterno. La loro educazione è affidata a dei tutori, che impartiscono loro lezioni di arte, storia e letteratura e incoraggiano la loro creatività: i loro lavori migliori vengono infatti selezionati da una misteriosa "Madame" per essere conservati nella sua "galleria". In questo ambiente, apparentemente idilliaco, i tre ragazzi crescono sviluppando un legame che durerà per tutta la vita: Ruth e Kathy stringono una forte amicizia, mentre Tommy, pur nutrendo grande simpatia per Kathy, si fidanza con Ruth.
In seguito, i tre ragazzi lasciano Hailsham per andare a vivere nei "Cottages" (fattorie in campagna dove passano le giornate in ozio - mantenuti dallo Stato - e con una relativa libertà) prima di diventare "donatori"; questo infatti è il loro destino sin dalla nascita: sono dei cloni umani creati in laboratorio per donare i propri organi agli umani malati. Nonostante questo, i tre amici continuano a vivere con fatalismo e a sperare in un futuro diverso, che permetta loro di trovare un lavoro normale, il vero amore e magari un rinvio delle donazioni. L'atmosfera però non è più quella spensierata dell'infanzia e i rapporti fra di loro iniziano a logorarsi, sinché dopo un litigio Kathy decide di abbandonare i cottage e gli amici e diventare "assistente", cioè di occuparsi dei donatori prima di diventarlo lei stessa.
Qualche anno dopo, Kathy incontra per caso in ospedale Ruth, ormai donatrice. Dopo qualche difficoltà iniziale, le due ragazze recuperano la vecchia amicizia e vanno a trovare Tommy che, nonostante abbia subito già due donazioni, sembra stare relativamente bene. Ruth, che ormai sente di essere vicina alla morte, si scusa con Kathy per averla sempre tenuta lontano da Tommy, nonostante sapesse che loro due erano sempre stati innamorati l'uno dell'altra, e consegna loro l'indirizzo di "Madame" per chiedere un rinvio alle donazioni. Quando Ruth muore, Kathy diventa l'assistente di Tommy. I due riescono finalmente a coronare il loro amore, ma sentono che il tempo a loro disposizione sta ormai per finire.
Per ottenere un rinvio per Tommy, i due ragazzi decidono di rivolgersi alla misteriosa "Madame" di Hailsham, convinti che il loro amore e i bei disegni del ragazzo sarebbero stati sufficienti a convincerla. L'incontro con Madame sarà però una cocente delusione: il loro destino non è modificabile. Scoprono inoltre che Hailsham era parte di un esperimento per dimostrare che anche i cloni hanno un'anima e una sensibilità artistica, ma che, nonostante l'esperimento abbia avuto successo, il mondo non ha voluto rinunciare alle donazioni e ha deciso di chiudere la scuola. I due ragazzi, rassegnati, lasciano allora la casa di Madame e si preparano ad affrontare il loro destino.
Tommy si sottopone alla terza, fatale, operazione a cui Kathy assiste. Il film si conclude con Kathy che guarda l'orizzonte e immagina che Tommy sia lì con lei, stringendole la mano.
Kathy, che dovrà sottoporsi alla sua prima donazione entro un mese, si rende conto che la loro vita non era diversa dalle altre, e che nessun essere umano penserà mai di aver vissuto abbastanza.

## Produzione
Nel 2005, ancora prima della pubblicazione del romanzo, Alex Garland scrisse una sceneggiatura per un possibile film, presentandola ai produttori Andrew Macdonald e Allon Reich. Romanek, originariamente assunto dagli Universal Studios per dirigere Wolfman, nel gennaio del 2008 abbandonò la regia a seguito di alcuni scontri avuti con il resto del cast. In seguito gli fu data la possibilità di dirigere un adattamento del romanzo di Ishiguro, ed egli accettò l'offerta.
La produzione è iniziata nel mese di aprile 2009 per la durata di circa nove settimane. La realizzazione del film è frutto della collaborazione della DNA Films, fondata da Macdonald assieme a Duncan Kenworthy, e la Film4. L'attrice Carey Mulligan ha dovuto imparare a guidare per il film, sottoponendosi ad un corso intensivo di due settimane. Alla realizzazione del film hanno contribuito lo scenografo Mark Digby, premio Oscar per The Millionaire, il direttore della fotografia Adam Kimmel e la compositrice Rachel Portman.

## Riconoscimenti
- 2010 - British Independent Film Awards
  - Miglior attrice a Carey Mulligan